# Centroclisis distincta
Centroclisis distincta is een insect uit de familie van de mierenleeuwen (Myrmeleontidae), die tot de orde netvleugeligen (Neuroptera) behoort. 
Centroclisis distincta is voor het eerst wetenschappelijk beschreven door Rambur in 1842.